# Fornåsa landskommun
Fornåsa landskommun var en tidigare kommun i Östergötlands län.

## Administrativ historik
När 1862 års kommunalförordningar trädde i kraft inrättades i Sverige cirka 2 500 kommuner. Huvuddelen av dessa var landskommuner (baserade på den äldre sockenindelningen), vartill kom 89 städer och åtta köpingar. I Fornåsa socken i Bobergs härad i Östergötland inrättades då denna kommun.
Vid kommunreformen 1952 uppgick denna  i storkommunen Bobergs landskommun som 1971 upplöstes då denna del uppgick i Motala kommun.

## Politik

### Mandatfördelning i Fornåsa landskommun 1938-1946
| 9 | 11 |

| 20 |

| 20 |

| 20 |

| 20 |

| 20 |